# Aller-Retour
Aller-Retour is de tweede studioalbum van de Franse rapper La Fouine. Het werd uitgebracht op 12 maart 2006. Het bevat samenwerkingen met Booba en Amel Bent. Van het album werden 50 000 exemplaren verkocht. Met Aller-Retour kreeg La Fouine de eerste gouden plaat van zijn carrière.

## Composities
| Nr. | Titel                                | Duur |
| --- | ------------------------------------ | ---- |
| 1.  | Intro                                | 0:58 |
| 2.  | Qui peut me stopper ?                | 4:17 |
| 3.  | Reste en chien (met Booba)           | 3:42 |
| 4.  | Drôle de parcours                    | 3:32 |
| 5.  | Tombé pour elle (met Amel Bent)      | 4:38 |
| 6.  | La Danse du ghetto                   | 3:39 |
| 7.  | C'est pas la peine                   | 3:13 |
| 8.  | Ma tabatière                         | 3:49 |
| 9.  | Contrôle abusif                      | 3:50 |
| 10. | Laissez-moi dénoncer                 | 4:08 |
| 11. | On s'en bat les couilles             | 4:05 |
| 12. | Banlieue sale (met Gued'1 & Kennedy) | 4:18 |
| 13. | Le cœur du problème                  | 3:58 |
| 14. | Je regarde là-haut                   | 4:05 |
| 15. | Ma life                              | 4:11 |
| 16. | Partout pareil                       | 4:16 |
| 17. | Quel est mon rôle ?                  | 3:52 |

## Samples
- Tombé pour elle is overgenomen van A Garden Of Peace van Lonnie Smith en Dead Presidents van Jay-Z.
- Drôle de parcours is overgenomen van Be Real Black For Me van Roberta Flack en Donny Hathaway.

## Videoclips
- December 2006 : On s'en bat les couilles (gerealiseerd door OCM)
- Januari 2007 : Qui peut me stopper? (gerealiseerd door OCM)
- Februari 2007 : Reste en chien (gerealiseerd door OCM)
- Augustus 2007 : Banlieue sale (gerealiseerd door OCM)
- Oktober 2007 : Tombé pour elle (gerealiseerd door OCM)